# Léchelle (Pas de Calais)
Léchelle és un municipi francès situat al departament del Pas de Calais i a la regió dels Alts de França. L'any 2007 tenia 56 habitants.

## Demografia

### Població
El 2007 la població de fet de Léchelle era de 56 persones. Hi havia 16 famílies de les quals 4 eren unipersonals (4 dones vivint soles i 4 dones vivint soles) i 12 parelles amb fills.
La població ha evolucionat segons el següent gràfic:
Habitants censats

### Habitatges
El 2007 hi havia 22 habitatges, 19 eren l'habitatge principal de la família i 3 estaven desocupats. Tots els 21 habitatges eren cases. Dels 19 habitatges principals, 14 estaven ocupats pels seus propietaris i 5 estaven cedits a títol gratuït; 5 tenien tres cambres, 4 en tenien quatre i 11 en tenien cinc o més. 15 habitatges disposaven pel capbaix d'una plaça de pàrquing. A 7 habitatges hi havia un automòbil i a 9 n'hi havia dos o més.

### Piràmide de població
La piràmide de població per edats i sexe el 2009 era:
| Homes | Edats   | Dones |
| ----- | ------- | ----- |
| 0     | 95 o +  | 0     |
| 0     | 90 a 94 | 0     |
| 0     | 85 a 89 | 4     |
| 0     | 80 a 84 | 0     |
| 0     | 75 a 79 | 0     |
| 0     | 70 a 74 | 4     |
| 4     | 65 a 69 | 4     |
| 0     | 60 a 64 | 0     |
| 0     | 55 a 59 | 0     |
| 0     | 50 a 54 | 0     |
| 0     | 45 a 49 | 0     |
| 4     | 40 a 44 | 0     |
| 4     | 35 a 39 | 4     |
| 4     | 30 a 34 | 0     |
| 0     | 25 a 29 | 4     |
| 0     | 20 a 24 | 0     |
| 4     | 15 a 19 | 4     |
| 0     | 10 a 14 | 4     |
| 4     | 5 a 9   | 0     |
| 0     | 0 a 4   | 0     |

## Economia
El 2007 la població en edat de treballar era de 30 persones, 22 eren actives i 8 eren inactives. De les 22 persones actives 19 estaven ocupades (11 homes i 8 dones) i 3 estaven aturades (3 dones i 3 dones). De les 8 persones inactives 6 estaven estudiant i 2 estaven classificades com a «altres inactius».
Activitats econòmiques
Dels 3 establiments que hi havia el 2007, 1 era d'una empresa de comerç i reparació d'automòbils, 1 d'una empresa d'hostatgeria i restauració i 1 d'una empresa immobiliària.
L'any 2000 a Léchelle hi havia 3 explotacions agrícoles que ocupaven un total de 258 hectàrees.

## Poblacions més properes
El següent diagrama mostra les poblacions més properes.